# Thermoformage
Le thermoformage est une technique qui consiste à prendre un matériau sous forme de plaque (verre, plastique, etc.), à le chauffer pour le ramollir, et à profiter de cette ductilité pour le mettre en forme avec un moule. Le matériau redurcit lorsqu'il refroidit, gardant cette forme.

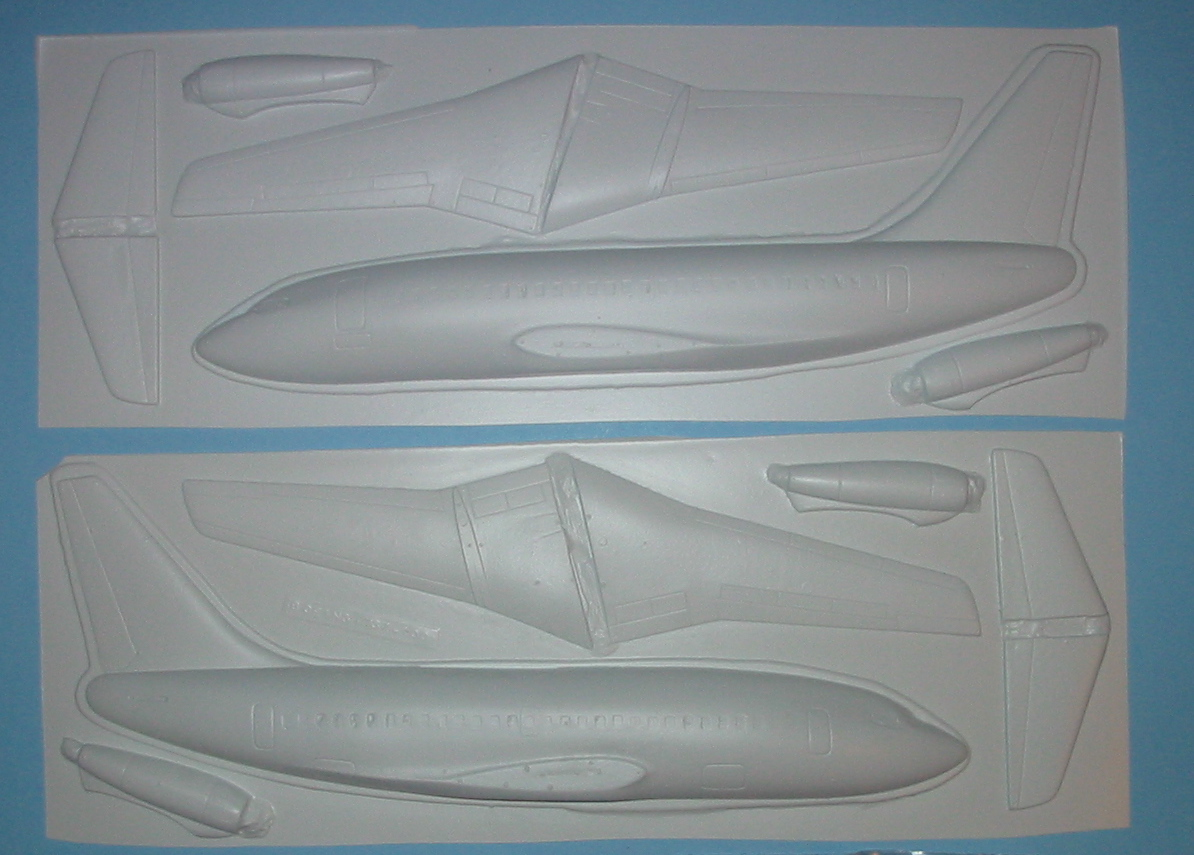
Feuilles d'éléments thermoformés avant leur découpage.

Dans le cas du thermoformage plastique, le matériau utilisé se présente le plus souvent sous forme de bobine, dès que l'épaisseur avant thermoformage se situe sous deux millimètres.
Dans le cas du verre, cela consiste à poser à froid une ou des feuilles de verre, éventuellement colorées, sur une forme réfractaire dont elles épouseront le relief à la cuisson.

## Un procédé peu connu mais omniprésent
Les pièces en matière plastique sont présentes partout, mais peu connaissent leurs procédés de fabrication et de mise en œuvre ; l'un des moins connus du grand public mais pourtant efficace est le thermoformage.

### Dans la vie courante

Fabrication de gobelets par thermoformage.

De nombreuses pièces plastiques sont thermoformées : les gobelets, les pots de yaourt, la plupart des emballages (les blisters), etc.
Les coques de protection d'éléments électroniques, de machines, ou encore des pièces de carrosserie automobile (ex. : pare-chocs) le sont également.
Dans l'alimentaire, et la grande consommation, on utilise énormément le thermoformage également. C'est une matière qui ne se décompose pas et ne s'altère pas en fonction de la température et qui permet donc de conserver des aliments un certain temps. Pour certaines marques, il peut également être complètement transparent, donc permettre au consommateur de voir exactement ce qu'il achète.

### Dans les entreprises
Afin de faciliter le stockage et le transport des pièces, des supports adaptés à leur géométrie peuvent être créés. C'est ce qu'on appelle souvent des plateaux de manutention ou de transport. Le thermoformage se prête parfaitement à la création de rangements et de calages avec des dimensions pouvant atteindre celles d'une palette de manutention. De nombreuses spécificités peuvent être ajoutées. En finition, on peut créer des plateaux conducteurs, anti-dissipatifs, ESD ou équipés de poignées de préhension.
On retrouve le thermoformage dans la fabrication d'enseignes ou encore dans la réalisation de publicité sur le lieu de vente (PLV) ou présentoirs.

## Que peut-on thermoformer?
Le thermoformage offre de nombreuses possibilités de réalisations, des pièces de fines épaisseurs et de petites dimensions, comme les pots de yaourt, jusqu'aux baignoires. Il est possible de fabriquer des pièces entre 0,1  et   15 mm d'épaisseur de dimensions allant jusqu'à 4,5 × 2,3 m et même plus grand.
Des pièces complexes avec des contre-dépouilles peuvent être fabriquées.

### Matières

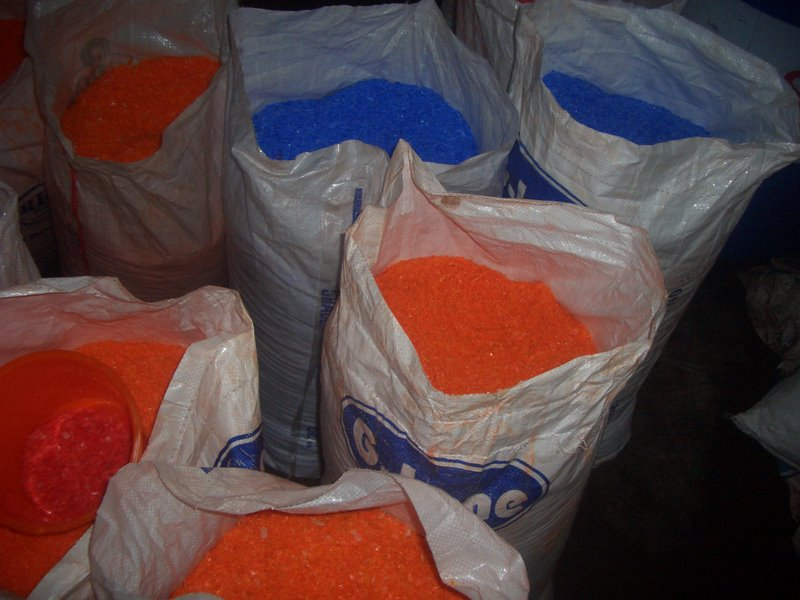
Sacs de granulés plastiques utilisés en thermoformage.

On utilise pour le thermoformage des matières thermoplastiques qui se déforment en chauffant, contrairement aux matières thermodurcissables qui, une fois mises en œuvre, ne peuvent plus être « fondues ».
Cependant, tous les matériaux thermoplastiques ne sont pas thermoformables. Il s'agit de polymères amorphes ou semi-cristallins à faibles taux de cristallinité (plus ce taux sera élevé, plus il faudra chauffer).
Les polymères les plus couramment utilisés sont les suivants :
- polystyrène (PS) ;
- polyéthylène (PE) ;
- polypropylène (PP) ;
- polycarbonate (PC) ;
- acrylonitrile butadiène styrène (ABS) ;
- polychlorure de vinyle (PVC) ;
- polyméthacrylate de méthyle (PMMA) ;
- polystyrène choc (SB).

Il est fréquent d'utiliser des associations de plusieurs polymères (ABS-PMMA, PS-PE).
Moins fréquentes mais particulièrement utiles, des mousses de PE peuvent également être thermoformées ; éventuellement revêtues de tissu, on les retrouve dans les intérieurs de voitures, pour l'habillage et l'isolation phonique (ciel de toit).
La matière peut être directement thermoformée avec un film de protection ou un revêtement décoratif (imitation bois, cuir, etc.).
Le thermoformage est réalisé à partir de semi-produits, c'est-à-dire que la matière a été préalablement extrudée sous forme de plaques ou de film (bobines).
La plupart des polymères utilisés sont recyclables.
L'utilisation de plastique rebroyé (issu de chutes ou de produits obsolètes) est courante et représente un intérêt économique.

### Avantages et contraintes
L'un des principaux avantages du thermoformage est la relative rapidité à lancer une production par rapport à d'autres procédés tels que l'injection. En effet, la conception et la réalisation des outillages étant plus simple, la fabrication d'une pièce en plus ou moins grande série en quelques semaines s'en trouve grandement facilitée.
Par ailleurs, ces équipements relativement plus simples sont également moins coûteux à réaliser.
Il en découle que le thermoformage est un procédé très intéressant que ce soit pour de petites, de moyennes ou de grandes séries.
La grande difficulté du thermoformage réside dans le fait qu'il n'est pas facile de prévoir l'étalement de la matière sur le moule (création de plis, de marques de figeage, variations d'épaisseurs), contrairement à l'injection dont les paramètres sont moins aléatoires. Il revient au concepteur de prévoir les éventuels désagréments, le respect de la géométrie et de faciliter la réalisation de la pièce.

## Fonctionnement

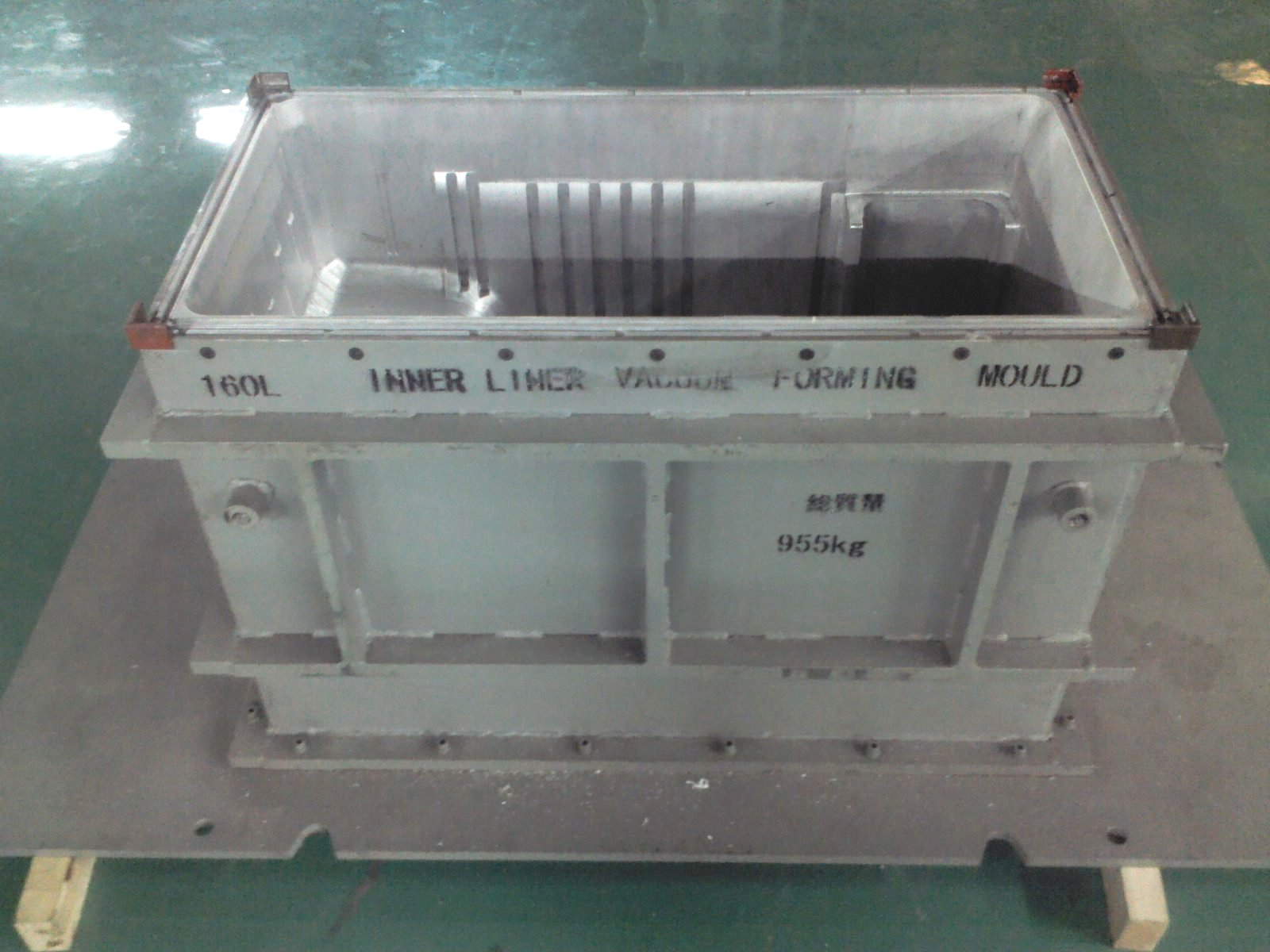
Moule de thermoformage.

Moule : les moules sont généralement en aluminium mais peuvent être en résine époxyde pour de petites séries, voire en bois pour la fabrication d'échantillons. Les pièces sont réalisées avec des moules positifs ou négatifs :
- positif : drapage, le moule vient s'appuyer sur la matière (avec ou sans gonflage) afin que celle-ci épouse sa forme ;
- négatif : le moule vient au niveau de la plaque, la matière vient ensuite s'y « étaler » sous l'effet de la pression ou par le vide (voir les différents types de thermoformage).

{\displaystyle \Rightarrow } Un moule peut être négatif avec des parties positives (et vice versa).
Table : élément sur lequel repose l'ensemble du moule (boite à vide + platine + moule) permettant de le mouvoir sur un axe vertical.
Platine : élément sur lequel est posé le moule.
Boite à vide : cadre situé entre la platine du moule et la table permettant la création d'une boite étanche dans laquelle on fait le vide.
Cadre supérieur / inférieur : élément permettant le maintien de la plaque durant le formage :
- cadre inférieur : cadre sur lequel la plaque est posée ;
- cadre supérieur : permet le maintien en position.

Chauffe supérieur / inférieur : les éléments de chauffe permettent l'élévation de la température de la matière pour la rendre malléable.
Radiant : élément en céramique constituant les chauffes.
Piston supérieur : permet de venir appliquer un contre-moule servant à plaquer la matière sur le moule afin de garantir des épaisseurs ou d'éviter les plis.

### Principe
Le thermoformage est basé sur le phénomène de transition vitreuse des matériaux thermoplastiques. En effet, leur température de transition vitreuse passée, ces derniers sont à l'état caoutchoutique, ce qui permet de leur donner une nouvelle forme.

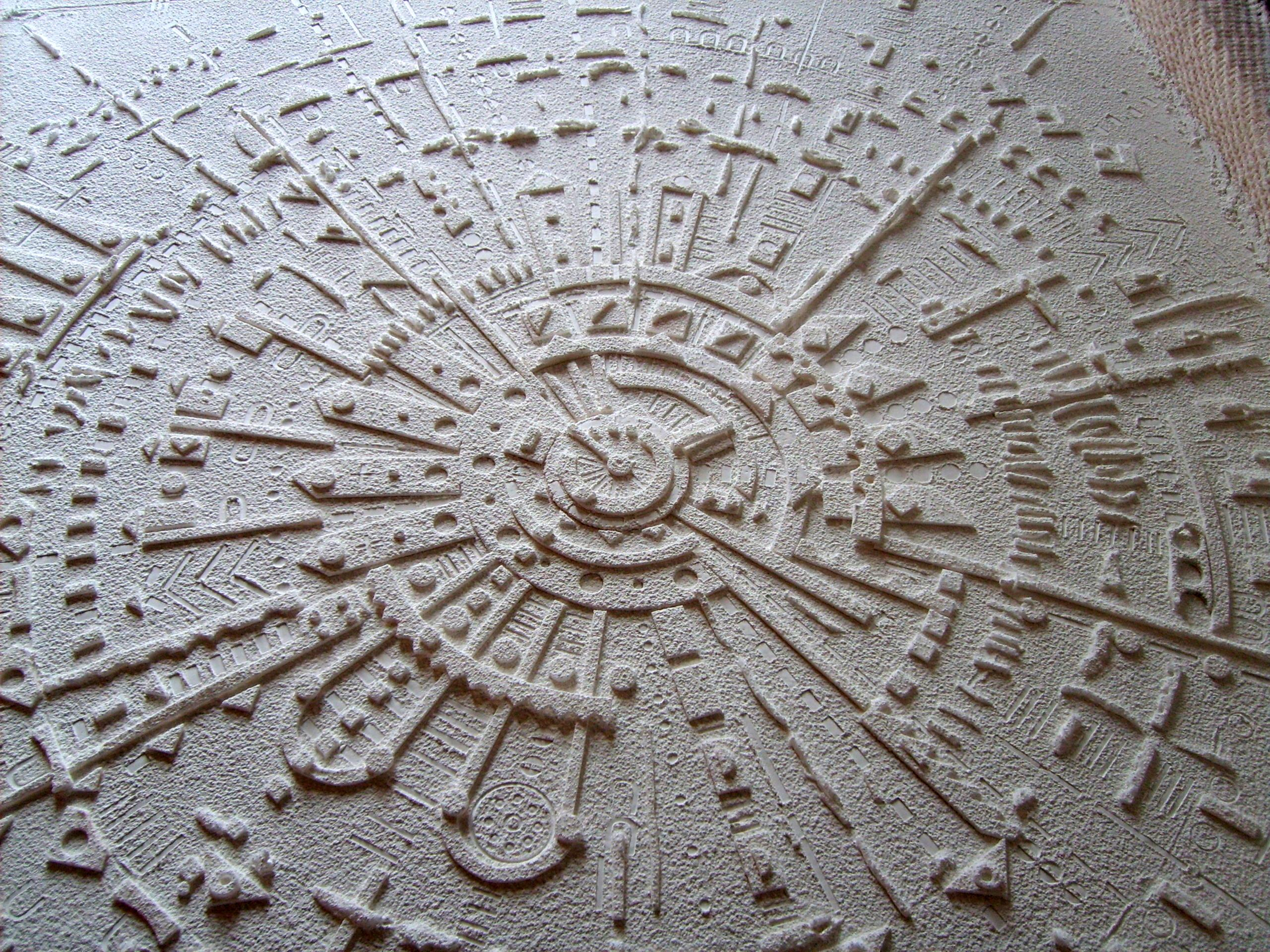
Moule éphémère en fibre céramique pour le thermoformage du verre

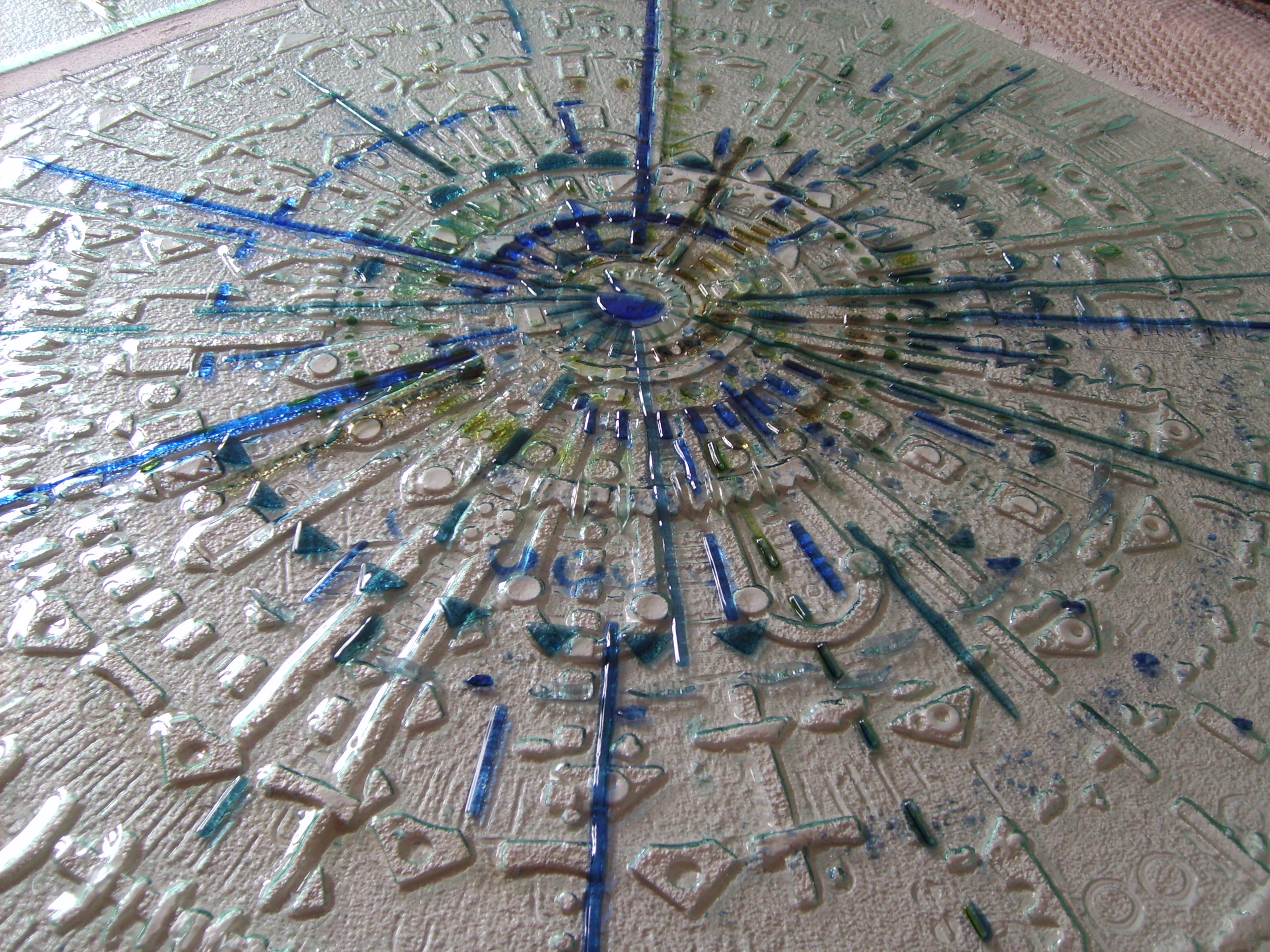
Verre thermoformé sur le moule ci-dessus

Une fois la température descendue en dessous de la transition vitreuse, le polymère retourne à l'état solide (vitreux).
Le thermoformage se déroule selon les phases suivantes :
1. chauffage de la matière ;
2. retrait des chauffes puis élévation du moule ;
3. mise en forme de la matière sur le moule (par le vide, sous pression, etc.) ;
4. refroidissement (la pièce reste sur le moule) ;
5. démoulage et évacuation de la pièce.

### Typologie
Il existe différentes méthodes pour thermoformer une pièce :
- par le vide : le vide, créé entre la matière et le moule, force la matière à épouser la forme du moule sous l'effet de la pression atmosphérique (≈1 bar) ;
- sous pression: la mise en forme est assurée par une pression de 3-4 bar (envoi d'air comprimé) chassant l'air entre la matière et le moule. Cette méthode permet une meilleure précision des contours et répartition des épaisseurs mais l'installation est plus coûteuse, l'air comprimé est également plus coûteux que le vide ;
- moule mâle/femelle : méthode proche de l'emboutissage ou compression à chaud.

- Twin sheet (double coque) : dispositif permettant de réaliser simultanément deux parties d'une pièce creuse et de les souder. Pour ce faire le piston supérieur est également équipé d'une pompe à vide et fonctionne exactement comme la partie inférieure.

Selon les machines, il est possible de préchauffer les plaques afin de réduire le temps de cycle.

### Notions essentielles

#### Calcul de l'épaisseur d'une pièce
Il est possible de se faire une idée de l'épaisseur moyenne d'une pièce à partir de l'épaisseur de la plaque utilisée (pour des formes simples).

Le calcul est relativement simple ; le volume d'un matériau étant le même à température égale :
si V1 (volume de la plaque) = S1 (surface de la plaque*) × E1 (épaisseur de la plaque)
et si V2 (volume de la pièce) = S2 (surface de la pièce) × E2 (épaisseur de la pièce)
*Surface comprise à l'intérieur des cadres.

#### Notion de retrait
La plupart des matériaux, sous l'effet d'un changement de température, sont soumis au phénomène de dilatation. Lorsqu'une pièce plastique est thermoformée, elle est portée au-delà de sa température de transition vitreuse.
Une fois la pièce mise en forme, elle est refroidie, d'abord dans le moule, puis à l'extérieur.
Dès que la pièce refroidit, apparaît le phénomène de retrait : on considère donc au moins deux phases de retrait lors d'un cycle de thermoformage : une phase de retrait durant le formage et une phase post-formage.
Retrait durant le formage
Il a été vu précédemment deux types de moules : positif ou négatif.
- Lors d'un formage par moule négatif, le retrait va faciliter le démoulage de la pièce (pour les moules à une seule empreinte) ; cependant la variation de dimension entre la taille du moule et la pièce peut être importante en fonction du coefficient de dilatation, cela doit être pris en compte lors de la conception de l'outillage.
- Pour les moules positifs, la variation de géométrie est amoindrie car la matière est retenue par le moule, cependant le démoulage s'en trouve compliqué, il faut alors concevoir le moule avec des angles de dépouille pouvant faciliter le démoulage.

Une fois la pièce éjectée, elle continue à refroidir, donc à rétrécir, la somme du retrait durant le formage et du retrait post-formage donne le retrait total et les dimensions finales de la pièce.